# Villeroy (Somme)
Villeroy és un municipi francès situat al departament del Somme i a la regió dels Alts de França. L'any 2007 tenia 215 habitants.

## Demografia

### Població

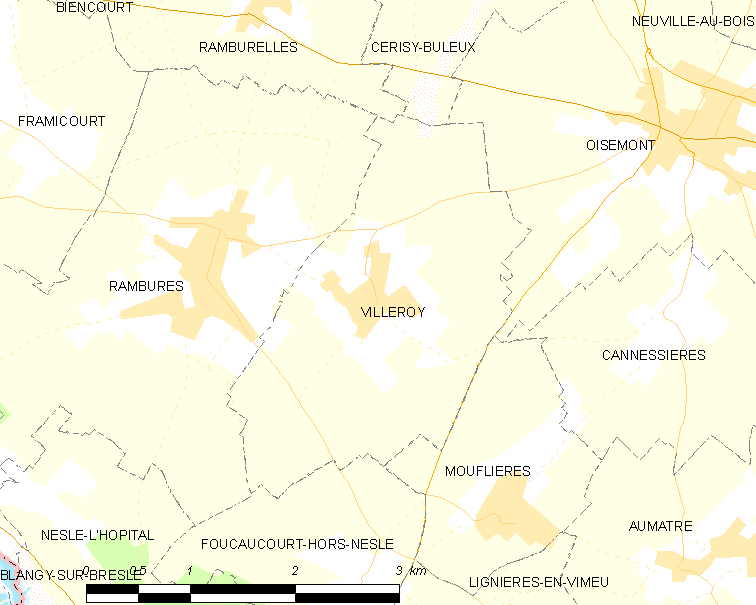

El 2007 la població de fet de Villeroy era de 215 persones. Hi havia 77 famílies de les quals 12 eren unipersonals (8 homes vivint sols i 4 dones vivint soles), 16 parelles sense fills, 33 parelles amb fills i 16 famílies monoparentals amb fills.
La població ha evolucionat segons el següent gràfic:
Habitants censats

### Habitatges
El 2007 hi havia 87 habitatges, 80 eren l'habitatge principal de la família, 2 eren segones residències i 6 estaven desocupats. Tots els 87 habitatges eren cases. Dels 80 habitatges principals, 69 estaven ocupats pels seus propietaris, 10 estaven llogats i ocupats pels llogaters i 1 estava cedit a títol gratuït; 1 tenia dues cambres, 29 en tenien tres, 30 en tenien quatre i 21 en tenien cinc o més. 71 habitatges disposaven pel capbaix d'una plaça de pàrquing. A 32 habitatges hi havia un automòbil i a 34 n'hi havia dos o més.

### Piràmide de població

La piràmide de població per edats i sexe el 2009 era:
| Homes | Edats   | Dones |
| ----- | ------- | ----- |
| 0     | 95 o +  | 0     |
| 0     | 90 a 94 | 4     |
| 0     | 85 a 89 | 8     |
| 8     | 80 a 84 | 8     |
| 0     | 75 a 79 | 0     |
| 0     | 70 a 74 | 0     |
| 8     | 65 a 69 | 0     |
| 4     | 60 a 64 | 8     |
| 0     | 55 a 59 | 0     |
| 8     | 50 a 54 | 8     |
| 4     | 45 a 49 | 0     |
| 8     | 40 a 44 | 4     |
| 12    | 35 a 39 | 16    |
| 8     | 30 a 34 | 8     |
| 0     | 25 a 29 | 8     |
| 0     | 20 a 24 | 4     |
| 4     | 15 a 19 | 28    |
| 0     | 10 a 14 | 8     |
| 4     | 5 a 9   | 12    |
| 4     | 0 a 4   | 0     |

## Economia
El 2007 la població en edat de treballar era de 150 persones, 98 eren actives i 52 eren inactives. De les 98 persones actives 95 estaven ocupades (55 homes i 40 dones) i 3 estaven aturades (2 homes i 1 dona). De les 52 persones inactives 24 estaven jubilades, 13 estaven estudiant i 15 estaven classificades com a «altres inactius».

### Ingressos
El 2009 a Villeroy hi havia 80 unitats fiscals que integraven 213,5 persones, la mediana anual d'ingressos fiscals per persona era de 17.219 €.

### Activitats econòmiques
Dels 3 establiments que hi havia el 2007, 1 era d'una empresa alimentària i 2 d'empreses de comerç i reparació d'automòbils.
L'any 2000 a Villeroy hi havia 17 explotacions agrícoles que ocupaven un total de 810 hectàrees.

## Poblacions més properes
El següent diagrama mostra les poblacions més properes.